# Joko
Joko (常行, Jōkō, ir sempre) é uma série de cinco kata do caratê, criada pelo mestre Tetsuhiko Asai, da linhagem Asai-ha, do estilo Shotokan. Os nomes dos kata que compõem a série, de modo insólito, não contêm as partes primeiro, segundo, terceiro estágio etc. mas primeira, segunda, terceira geração etc. Isso referir-se-ia a uma das gerações da arte marcial.